# Sadovi (Kushchóvskaya, Krasnodar)
Sadovi (del ruso: Садовый) es un posiólok del raión de Kushchóvskaya del krai de Krasnodar, en Rusia. Está situado 10 km al nordeste de Kushchóvskaya y 184 km al norte de Krasnodar, la capital del krai. Tenía 332 habitantes en 2010
Pertenece al municipio Kushchóvskoye.

## Historia
Pertenecía anteriormente al selsovet Stepnianskoye.

## Transporte
Al oeste de la localidad pasa la carretera federal M4 Don.